# Ditrichum ambiguum
Ditrichum ambiguum är en bladmossart som beskrevs av George Newton Best 1893. Ditrichum ambiguum ingår i släktet grusmossor, och familjen Ditrichaceae. Inga underarter finns listade i Catalogue of Life.